# Zielona Góra (Kowno)
Zielona Góra (lit. Žaliakalnis) – jedna z większych dzielnic Kowna położona na północ od Nowego Miasta, między Wilią a rzeczką Girstupis. 
Zielona Góra została włączona do miasta w 1919 roku. Nad nadaniem dzielnicy wielkomiejskiego kształtu czuwał duński architekt M. Frandsen. Jednym z najbardziej charakterystycznych budynków dzielnicy jest kościół Zmartwychwstania Pańskiego.